# Bardapur, Bhalki
Bardapur là một làng thuộc tehsil Bhalki, huyện Bidar, bang Karnataka, Ấn Độ.